# Ахали-Бургули
Ахали-Бургули (груз. ახალი ბურღული) — село в Грузии, в муниципалитете Душети края Мцхета-Мтианети. 

## География
Село расположено в северной части края, в 15 километрах по прямой к западу от центра муниципалитета Душети. Высота центра — 980 метров над уровнем моря.

## Население
По данным переписи населения 2014 года, в селе проживало 29 человек.
| Год  | Население | Мужчины | Женщины |
| ---- | --------- | ------- | ------- |
| 2002 | 55        | 34      | 21      |
| 2014 | 29        | 18      | 11      |